# Береза Зиновій Іванович
Зено́вій Іва́нович Бере́за (нар. 29 липня 1933, Женів) — український художник-кераміст; член Спілки художників України з 1971 року, член Львівської обласної організації Українського товариства глухих. Батько художника-кераміста Ігоря Берези.

## Біографія
Народився 29 липня 1933 року в селі Женіві (тепер Золочівський район Львівської області, Україна). В дитинстві втратив слух. Після німецько-радянської війни навчався в спецшколі-інтернаті, у 1952 році закінчив Львівську художню школу; у 1957 році — відділ художньої кераміки Львівського училища прикладного мистецтва імені Івана Труша; у 1965 році — Львівський державний інститут прикладного та декоративного мистецтва (викладачі Роман Сельський, Еммануїл Мисько, Іван Якунін).
З 1957 року працював на Львівській експериментальній кераміко-скульптурній фабриці.

## Творчість
Працює в галузі художньої кераміки, майстер керамічного розпису на декоративних пластах, тарелях тощо. Створив сувенірні кухлі, глеки, штофи, вази, кубки, попільнички, сувеніри присвячені ювілеям Львова і Києва, Олімпійським іграм у Москві. Роботи виконані з кам'яної маси та металу із застосуванням поливи, емалі, солі у техніці карбування і гальванопластики. Серед робіт:
- вази «700-річчя Львова» (1957), «Диня» (1962), «Закарпатська» (1963), «Т. Г. Шевченко» (1964);
- куманці «Гуцульський» (1959), «Ювілейний» (1964);
- декоративні пласти — «Бандуристка» (1964), «Перебендя» (1964);
- барельєфи «Бандурист» (1964), «Бандуристка(1964), «Юність Карпат» (1968);
- композиції — «В саду» (1997), «Три постаті» (2001);
- декоративні скульптури — «Пророк» (1998), «Кінь» (2002).

Брав участь у всеукраїнських виставках з 1959 року, всесоюзних з 1975 року та міжнародних:
- Прага, Чехословаччина (1968);
- Валлоріс, Франція (1980).

Персональна виставка відбулася у Львові до 50-річчя художника у 1983 році.
Твори художника зберігаються у фондах Музею етнографії і художнього промислу, Національному музеї у Львові, Музеї українського народного декоративного мистецтва, Національному музеї-заповіднику імені Тараса Шевченка у Каневі.